# Ruïnes del Castell (Castell de Cabres)
El Castell de Castell de Cabres són unes poques ruïnes que queden de l'antic castell de la vila. Està catalogat, de manera genèrica, Bé d'Interès Cultural amb el codi: 12.03.037-002.

## Descripció
Les poques restes que queden del que fos el castell de Castell de Cabres estan situades en la part més alta de la població, en el cim de la coneguda com a Mola del Castell. En el seu moment es va haver de tractar d'un castell d'estructura simple, mur senzill i dotat d'una torre Central. Es tractava d'una típica fortificació de roca.
Actualment del castell amb prou feines queda gens, podent-se observar i distingir algunes restes del que va haver de ser el recinte emmurallat d'un típic castell roquer.
Es conserven algunes restes lítiques i fragments de ceràmica prehistòrica i medieval, que van ser trobades en el cim i vessants del Castell durant l'any 1989.